# Nikola Katić
Nikola Katić (Ljubuški, 10 oktober 1996) is een Kroatisch voetballer die doorgaans als verdediger speelt. Hij verruilde Slaven Belupo in juli 2018 voor Rangers FC. Katić debuteerde in 2017 in het Kroatisch voetbalelftal.

## Carrière
Katić werd geboren in Bosnië en Herzegovina en speelde daar in de jeugd van HNK Stolac. Die verruilde hij in 2014 voor die van het Kroatische Neretvanac Opuzen en die in februari 2016 voor die van Slaven Belupo. Katić debuteerde op 21 april 2016 in het betaald voetbal tijdens een competitiewedstrijd in de 1. HNL uit bij NK Osijek (0–0). Hij viel toen in de 90e minuut in voor Filip Ozobić. Katić groeide in het seizoen 2016/17 uit tot basisspeler bij Slaven Belupo.

## Clubstatistieken
| Seizoen | Club          | Competitie           | Competitie | Competitie | Beker | Beker | Internationaal | Internationaal | Totaal | Totaal |
| Seizoen | Club          | Competitie           | Wed.       | Dlp.       | Wed.  | Dlp.  | Wed.           | Dlp.           | Wed.   | Dlp.   |
| ------- | ------------- | -------------------- | ---------- | ---------- | ----- | ----- | -------------- | -------------- | ------ | ------ |
| 2015/16 | Slaven Belupo | 1. HNL               | 1          | 0          | 0     | 0     | —              | —              | 1      | 0      |
| 2016/17 | Slaven Belupo | 1. HNL               | 29         | 1          | 3     | 1     | —              | —              | 32     | 2      |
| 2017/18 | Slaven Belupo | 1. HNL               | 34         | 0          | 2     | 1     | —              | —              | 36     | 1      |
| Totaal  | Totaal        | Totaal               | 64         | 1          | 5     | 2     | 0              | 0              | 69     | 3      |
| 2018/19 | Rangers FC    | Scottish Premiership | 18         | 1          | 3     | 1     | 9              | 1              | 30     | 3      |
| 2019/20 | Rangers FC    | Scottish Premiership | 6          | 0          | 0     | 0     | 6              | 1              | 12     | 1      |
| Totaal  | Totaal        | Totaal               | 24         | 1          | 3     | 1     | 15             | 2              | 42     | 4      |

Bijgewerkt t/m 24 oktober 2019

## Interlandcarrière
Katić debuteerde op 28 mei 2017 in het Kroatisch voetbalelftal. Dat won die dag een oefeninterland in en tegen Mexico (1–2). Katić viel in de 83e minuut in voor Ivan Santini.
1 Butland ·
2 Tavernier  ·
3 Yılmaz ·
4 Pröpper ·
5 Souttar ·
7 Cortés ·
8 Barron ·
9 Dessers ·
10 Diomand ·
11 Lawrence ·
14 Bajrami ·
17 Matondo ·
18 Černý ·
19 Nsiala ·
20 Dowell ·
21 Sterling ·
22 Jefté ·
24 Kasanwirjo ·
27 Balogun ·
29 Igamane ·
30 Hagi ·
31 Kelly ·
38 King ·
43 Raskin ·
44 Devine ·
45 McCausland ·
51 Lowry ·
99 Danilo ·
Coach: Clement
· Assistent-coach: Van der Heyden
· Assistent-coach: Rae
· Assistent-coach: Ulderink